# آفتاب خراسان
آفتاب خراسان (1184 - 1294 هـ) هو أديب وخطاط، من أهل آذربيجان.
هو حسن سنگلاخ الخراساني، وكان يسمي نفسه بآفتاب خراسان. رحل إلى اسطنبول ومصر لطلب العلم. عاصر من السلاسة القاجارية فتح علي شاه ومحمد شاه وناصر الدين شاه. توفي بتبريز يوم السابع عشر من شهر صفر سنة 1294 هـ، ودفن بها.

## آثاره
من آثاره:
- «امتحان الفضلاء» أو «تذكرة الخطّاطين».
- «صراط السطور ومداد الخطوط».
- «آداب المشق».
- «درج جواهر».
- «سياحتنامه».[1]